# Nosów (gmina)
Nosów (lub Nosków, od 1870 Waśniów) – dawna gmina wiejska istniejąca do 1870 roku w guberni radomskiej. Siedzibą władz gminy był Nosów.
Gminę zbiorową Nosów utworzono 13 stycznia 1867 w związku z reformą administracyjną Królestwa Polskiego. Gmina weszła w skład nowego powiatu opatowskiego w guberni radomskiej i liczyła 1848 mieszkańców.
W jej skład weszły wsie Buków, Boleszyn, Broniowice, Wojeciechowice, Wióry, Gaj, Zagaje, Zajączkowice, Kotarszyn, Małe Jodło, Nosów, Prusinowice, Piotrów, Pentkosławice, Chocimów, Czażów, Czajenczye, Szeligi i Jamy.
13 stycznia 1870 do gminy przyłączono pozbawiony praw miejskich Waśniów, po czym gmina została zniesiona przez przemianowanie na gminę Waśniów.